# Příbor (nádraží)
Příbor je železniční stanice v jižní části města Příbor v okrese Nový Jičín v Moravskoslezském kraji v blízkosti řeky Lubina. Leží na jednokolejném neelektrizovaném úseku trati Studénka–Veřovice.

## Historie
Dne 19. prosince 1881 otevřela společnost Výsostná Studénsko-štramberská dráha (Die privilegierte Stauding-Stramberger Eisenbahn, SgSgEB) trať z vlastního nádraží ve Studénce, napojenou zde na trať z roku 1847 z Vídně do Krakova a slezské uhelné pánve, do Štramberku. Nově postavená stanice v Příboře vznikla dle typizovaného stavebního vzoru.
Dne 25. července 1896 pak společnost Štrambersko-veřovická místní dráha (Stramberger-Wernersdorfer Lokalbahn, StWLB) zprovoznila spojovací trať ze Štramberku do Veřovic, kterou od roku 1888 procházela trať společnosti Severní dráhy císaře Ferdinanda (KFNB) z Ostravy do Krásna nad Bečvou (dnešní součást Valašského Meziříčí) a Hulína.
Po Studénsko-štramberské dráhy v roce 1945 pak správu přebraly Československé státní dráhy. Ve 2. polovině 20. století byla původní budova z důvodu zvýšení přepravní kapacity nahrazena novostavbou.

## Popis
Nachází se zde dvě jednostranná nekrytá nástupiště, k příchodu na nástupiště č. 2 slouží přechod přes kolej.